# Forcipomyia palliscuta
Forcipomyia palliscuta är en tvåvingeart som beskrevs av Tokunaga 1959. Forcipomyia palliscuta ingår i släktet Forcipomyia och familjen svidknott. Inga underarter finns listade i Catalogue of Life.